# Lupa

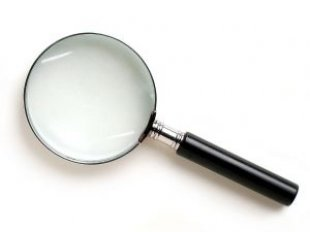
Lupa de mano convencional.

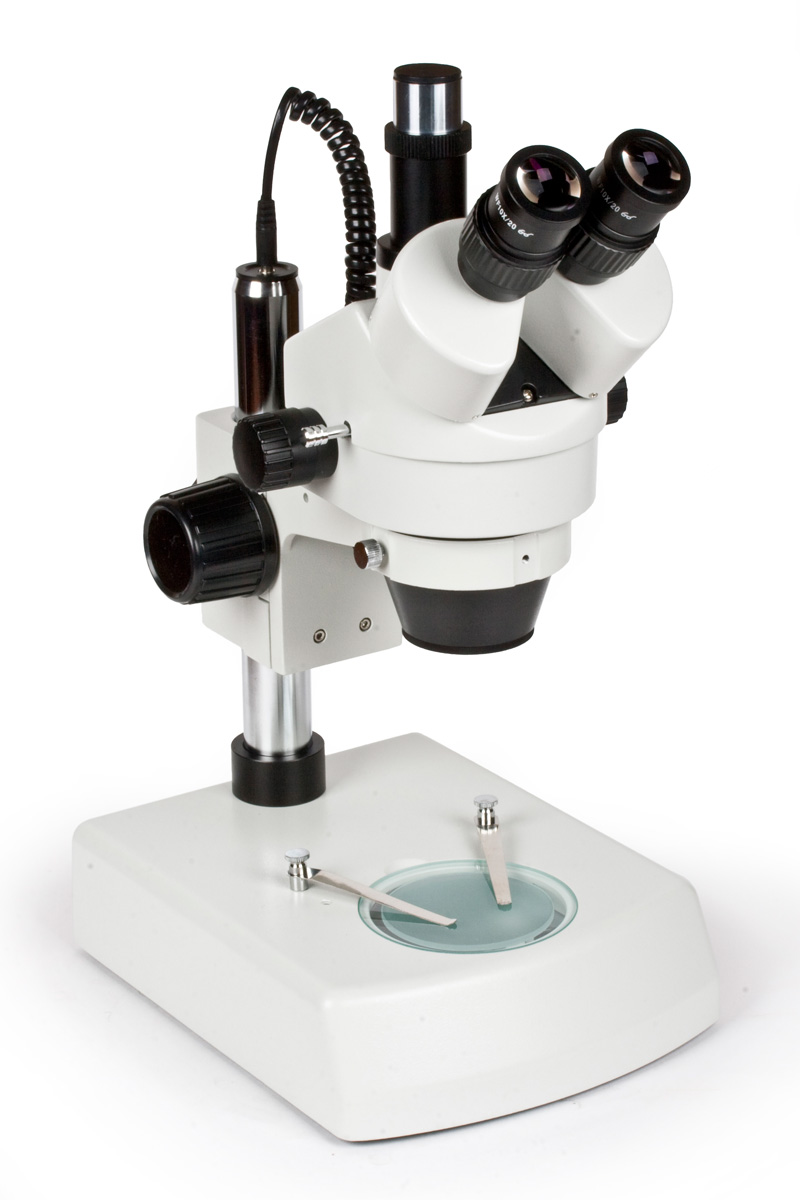
Estereomicroscopio o «lupa binocular». Suele ofrecer aumentos entre unos 6x-60x en zum continuo o más típicamente en dos posiciones: 20x y 40x.

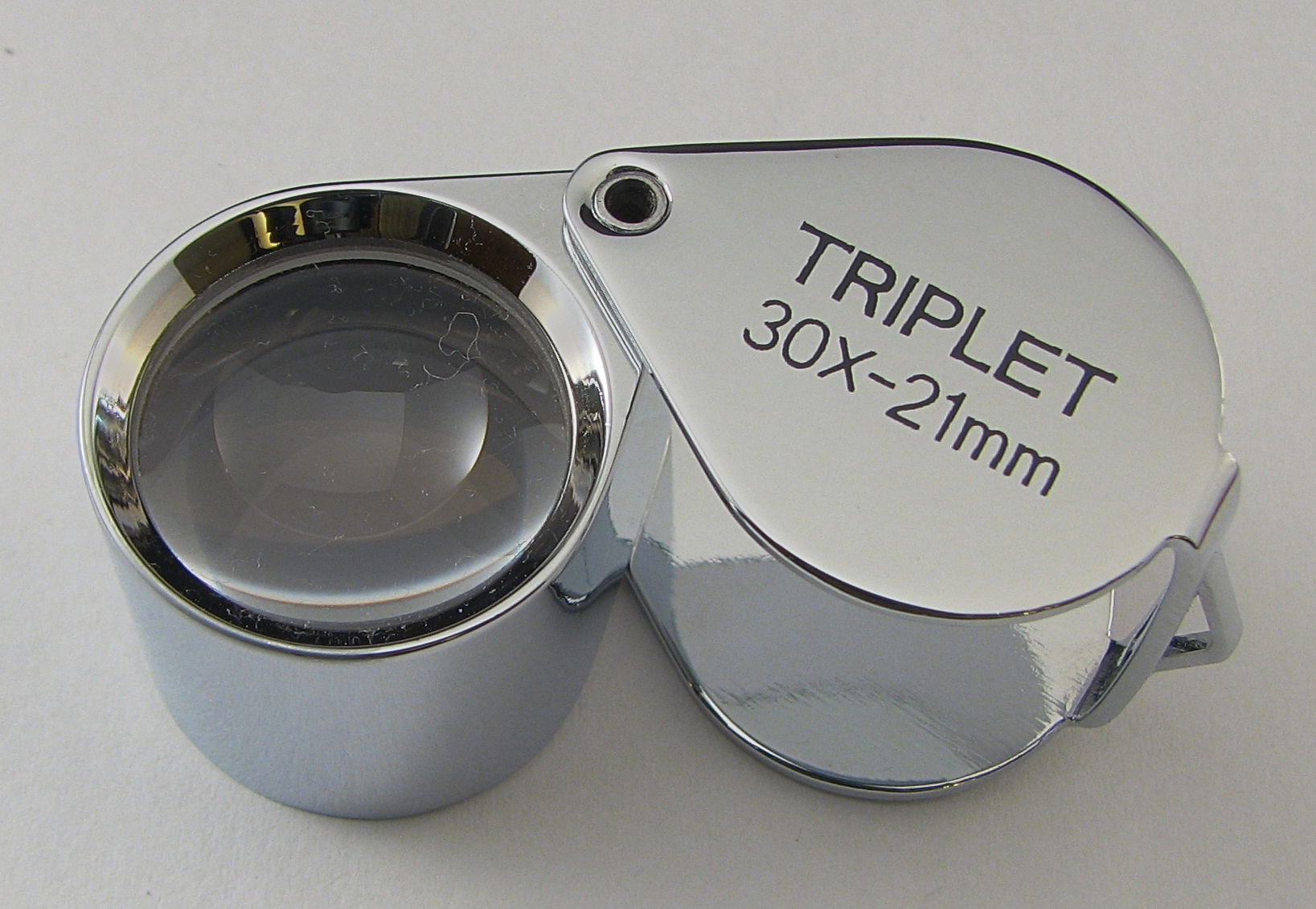
Las lupas que se suelen llevar al campo normalmente tienen aumentos entre 2x y 20x.

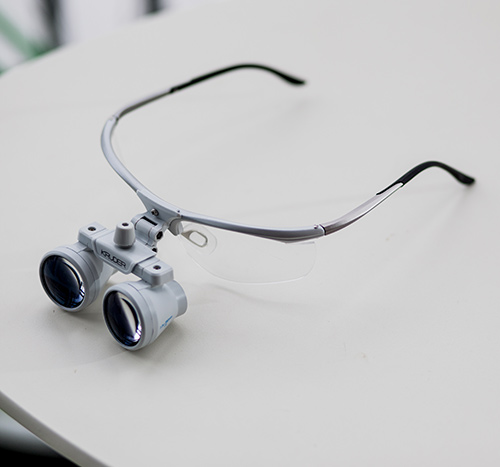
Kruder dental lupa.

La lupa es un instrumento óptico que consta de una lente convergente de corta distancia focal, que desvía la luz incidente de modo que se forma una imagen virtual ampliada del objeto.

## Funcionamiento
Una lente convergente puede conseguir que la imagen de un objeto se vea ampliada, y, por lo tanto, verla bajo un ángulo aparente mayor.
Puede interpretarse su funcionamiento a través de la imagen virtual y aumentada que produce; pero su correcto uso (ha de estar justo delante del ojo, y el objeto ha de estar en el foco de la lente, para obtener una imagen en el infinito y una visualización relajada, al no estar trabajando los músculos ciliares para enfocar al infinito) sugiere otro razonamiento: puesto que el tamaño apreciado depende del de la imagen final en la retina, dada por el sistema óptico completo (lupa más ojo), lo que permite la lupa es obtener un aumento angular. El máximo tamaño angular se consigue acercando el objeto al ojo, pero este es incapaz de enfocar a distancias más cercanas del punto próximo. La lupa, superpuesta al ojo, permite acercar este, de forma que el objeto subtienda un mayor ángulo.
Las lupas pueden ser de distintas curvaturas, y proporcionalmente, la lente puede tener cierto grado de magnificación. Generalmente, las lupas de mayor diámetro son más potentes (menor distancia focal), ya que permiten una mayor curvatura de sus superficies, al ser necesariamente el cristal estrecho en la periferia y grueso en el centro.

## Usos
La lupa es utilizada para ver objetos o letras pequeñas.
La lupa eléctrica o electro-lupa es utilizada en ingeniería moderna (naval, aeronáutica, nuclear...) desde principios del siglo XX.
También se suele usar como elemento para encender un fuego, haciendo que entre luz solar a través de la lupa. Esto se puede considerar una buena forma de iniciar un fuego, debido a que no se gasta como un mechero o un pedernal y solo se requiere de luz solar.